# Schwaben (stammehertugdømme)
 For alternative betydninger, se Schwaben (flertydig). (Se også artikler, som begynder med Schwaben)
Stammehertugdømmet Schwaben (fra 539 til 744 kaldt Hertugdømmet Alamannien eller Hertugdømmet Alemannien) lå i Mellemeuropa, og det eksisterede frem til 1268.

## Hertugdømmets område
Hertugdømmet bestod af regeringsdistriktet Schwaben i det nuværende Bayern, Baden-Württemberg, Alsace i Frankrig, Vorarlberg i Østrig, Liechtenstein samt det meste af Schweiz.

## Hertugdømmets historie
Det vestgermanske folk Alemanner boede ved Romerrigets grænse. Indtil Alemannien blev indlemmet i Frankerriget bestod området af flere mindre kongeriger.
Fra 539 til 744 indsatte de frankiske konger af Merovinger-slægten hertuger i Alemannien.
Fra 843 kom området efterhånden under Østfranken.
Hertugdømmets storhedstid var fra 909 til 1268. I denne periode havde Schwaben hertuger fra en del forskellige fyrstehuse. Frederik Barbarossa, Konrad 3. af Franken og enkelte andre hertuger opnåede at blive konger eller kejsere i det Tysk-romerske rige.

## Alemannisk sprog
De alemanniske dialekter tilhører den højtyske gren af det tyske sprog.